# Юридический вестник
«Юридический вестник» — під такою назвою в Російській імперії в XIX столітті видавалися два юридичні журнали, один — в Санкт-Петербурзі, інший — в Москві.

## Санкт-Петербург
У Санкт-Петербурзі журнал видавався з 1860 по 1864 рік, спочатку - у вигляді додатку до «Архіву Історичних і практичних відомостей». Першим його редактором був Микола Васильович Калачов. Видання петербурзького журналу припинилося на № 6 1864 року. Останні номери вийшли із запізненням: №№ 4-5 - в 1865, № 6 - в 1876 році. Всього було випущено 48 номерів.
Петербурзький журнал спочатку був тільки юридичним у вузькому сенсі цього слова, займався переважно питаннями догми кримінального і цивільного права і процесу; обговорювалися проблеми сучасного російського законодавства і судочинства, конкретні питання майбутньої судової реформи. Журнал розглядав в дискусійному порядку різні пропозиції щодо вдосконалення кримінального законодавства і системи тюремного ув'язнення. Публікувалися також статті з історії та теорії російського права, законодавства і судочинства в Західній Європі.
Крім М. В. Калачова, брали участь В. В. Берві, Ламанський, М. І. Ланге, К. П. Побєдоносцев, К. Репнінський, О. П. Чебишев-Дмитрієв та ін. Ряд статей про лісовому статуті помістив в журналі М. В. Шелгунов. Статтю «Робітничо-виховні заклади для неповнолітніх злочинців» (1864, № 1) надрукував тут П. М. Ткачов.

## Москва
Журнал без попередньої цензури видавався в Москві в 1867-1892 роках Московським юридичним товариством; виходив з перервою в другому півріччі 1868 року і з січня 1870 по березень 1871; потім - регулярно до кінця 1892 року.
Головною метою московського видання був захист необхідності судової реформи та розробка питань, пов'язаних з цією реформою. Великого успіху в читачів журнал не мав.
Редакторами в різний час були Н. В. Калачов і С. С. Шайкевич (1867-1869), В. М. Лешков (1871-1880) і А. М. Фальковський (1871-1878), М. М. Ковалевський ( 1878-1880), С. А. Муромцев (1879-1892), В. О. Гольцев (1880-1883), В. М. Пржевальський (1882-1892).
У 1873 році в якості постійних завідувачів відділами були запрошені: по відділу кримінального права І. М. Остроглазов, громадянського - М. П. Ляпідевський; юридичну хроніку вів (недовго) Кохнов.
З середини 1870-х років програма журналу починає розширюватися: з Муромцевим і Ковалевським входить в неї історія і філософія права, з Янжулом, Чупровим, Зібером - політична економія і фінанси, з графом Камаровським - міжнародне право.